# The Cardigans
The Cardigans (в переводе с англ. — «кардиганы») — шведский музыкальный коллектив, созданный в Йёнчёпинге в 1992. Стиль команды менялся от альбома к альбому — от ранних экспериментов в инди-роке, поп-музыки в духе 60-х и до более свойственного им рока.
Дебютный альбом Emmerdale (1994) дал им прочный фундамент на родине, на них обратили внимание и за границей, особенно в Японии. 
Второй альбом Life («Жизнь», 1995) с синглом «Carnival» («Карнавал») стал прорывным, они получили ещё больше внимания со стороны слушателей и критиков, и наконец, 
в 1996 году вышел First Band on the Moon с хитом, прогремевшим на весь мир, «Lovefool» («Любовь−обман»), а включение его в саундтрек к фильму «Ромео + Джульетта» ещё более закрепило его популярность. 
Многие считали группу однодневкой, но эти предположения были развеяны международным успехом «My Favourite Game» («Моя любимая игра») и «Erase/Rewind» («Стереть и перемотать») из альбома Gran Turismo (1998), наиболее близкого к поп-музыке, а также последовавшего за ним Long Gone Before Daylight («Пропавший задолго до рассвета», 2003).

## История
Петер Свенссон и Магнус Свенингссон, ранее игравшие в коллективах хэви-метал, создали группу в октябре 1992 года, позже к ним присоединились остальные участники. Живя вместе в небольшой квартирке они записали демо, попавшую в руки продюсера Тура Юханссона, который пригласил их на студию в Мальмё. 
В 1994 в Швеции и Японии вышел их дебютный альбом Emmerdale (переиздание альбома сделано в 1997). Песня «Rise & Shine» попала на радио, а альбом был признан лучшим альбомом 1994 года по итогам голосования, проводившегося журналом «Slitz» (по содержанию аналогичен более известному FHM).
Остаток 1994 группа провела в туре по Европе, также велась работа над альбомом Life, выпущенном в свет в 1995. Этот альбом принёс им международную славу, особенно благодаря синглу «Lovefool», он стал платиновым в Японии (продано более миллиона копий) и золотым в США. В 1996 он издан лейблом Minty Fresh в США, но содержание этой версии немного отличалось: в него были помещены лучшие песни из двух первых альбомов. Альбом Life показал движение группы в сторону авангарда, особенно в плане аранжировок и полиграфии. Сингл «Lovefool» был показан на MTV в конце 1990-х годов, клип на песню содержал отрывки из фильма «Ромео + Джульетта» (1996). Он также вошёл в саундтрек фильма «Жестокие игры».
В 1997 году группа появилась в эпизоде сериала «Беверли-Хиллз, 90210» в качестве музыкантов на выпускном вечере. Группа исполнила синглы «Lovefool» и «Been It». Группу также пригласили выступить в фильме о Джеймсе Бонде «Завтра не умрёт никогда», но она отклонила предложение из-за большой загруженности. Позже Перссон назвала своё решение одной из самых больших ошибок в её жизни.
После успеха альбома Life The Cardigans подписывают контракт с Mercury Records, по которому в 1996 выпускают альбом First Band on the Moon. Музыка группы становится более сложной и загадочной, в текстах появляются меланхоличные темы. Песня «Lovefool» становится мировым хитом, особенно в США и Японии, где альбом становится платиновым всего за 3 недели. Многие критики причисляли группу к сладкому софт-попу благодаря «Lovefool», которая, хоть и помогла стать альбому золотым в Америке, сильно отличалась от всего альбома.

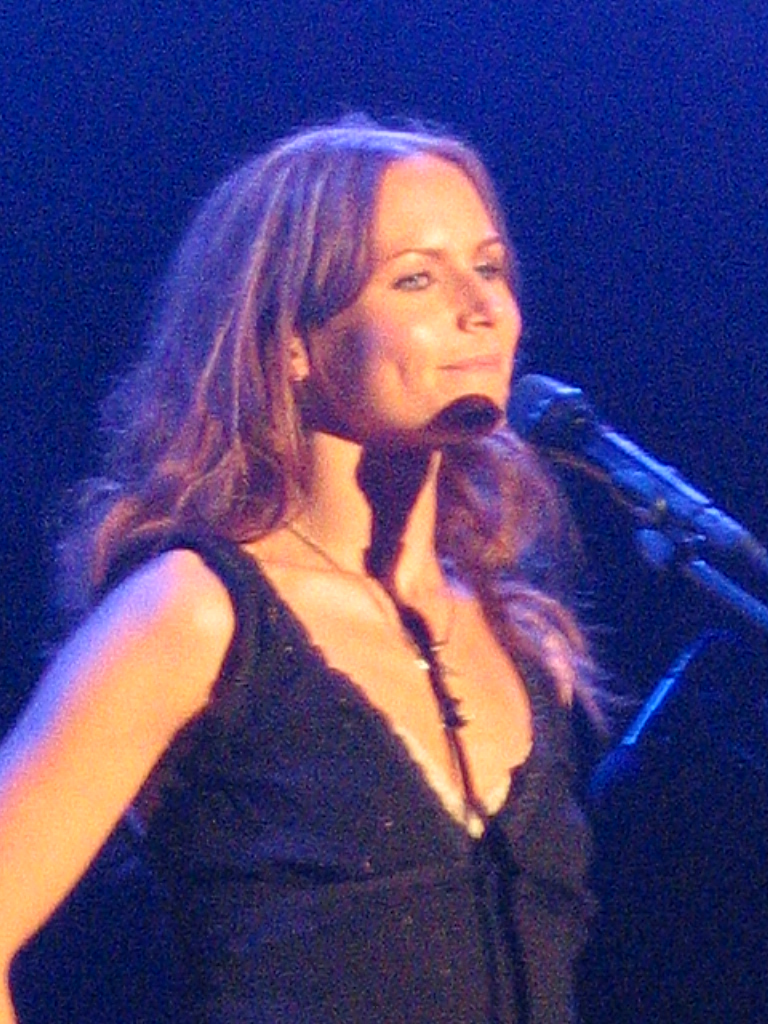
Нина Перссон на концерте

Gran Turismo, вышедший в 1998, радикально отличается от предыдущего творчества группы. На минималистическое депрессивное и, порой, агрессивное звучание альбома оказало влияние увлечение Петера трип-хопом. В отличие от ранних работ группы, имеющих аналоговое ретро-звучание, Gran Turismo был записан при помощи программы Pro Tools с использованием семплов и драм-машин. Видеоклип к хиту «My Favourite Game», в котором Нина неподобающим образом ведёт машину и в результате автомобильной аварии в конце разбивается, был запрещён к показу на многих телеканалах. Существует несколько версий клипа — в одной из версий была даже показана её оторвавшаяся голова. После записи альбома группу временно покинул басист Магнус Свенингссон, и в мировое турне The Cardigans отправились без него.
Далее последовало долгое молчание коллектива, во время которого его члены занялись сольными проектами. В том же году была выпущена компиляция редких, менее популярных (B-sides) композиций The Other Side of the Moon, причём только на территории Японии и Австралии.
Во время перерыва Нина Перссон выпустила альбом в рамках собственного проекта A Camp, песни в котором имели такое же грустное содержание, но на фоне более ритмичной музыки. The Cardigans перепели песню Talking Heads «Burning Down the House» в дуэте с Томом Джонсом, вошедшей в его альбом Reload, Петер Свенссон работал над проектом Paus вместе с Юакимом Бергом (англ. Joakim Berg) из KentKent, а Магнус Свенингссон записывался под псевдонимом Righteous Boy.
The Cardigans вернулись на сцену в 2003 с альбомом Long Gone Before Daylight, в целом более спокойным, почти акустическим, основанном на лирике Нины, работа над которым велась без участия их постоянного продюсера Туре Юханссона. Long Gone Before Daylight стал одним из самых продаваемых альбомов Швеции в 2003 с продажами более 120 000 экземпляров (дважды платиновый). В октябре 2005 коллектив выпустил свой шестой альбом Super Extra Gravity, который изначально планировали записать в духе предыдущего, однако в процессе записи группа решила вновь работать с Туре Юханссоном, что повлияло на конечный результат, — звук альбома приобрёл более агрессивный характер. Super Extra Gravity дошёл до первого места в шведском хит-параде и на данный момент имеет более 40 тысяч проданных копий.
После турне в поддержку альбома группа взяла перерыв в деятельности, в течение которого вышел сборник хитов The Cardigans — Best Of, участники группы занимались сольными проектами и другой деятельностью вне группы. Нина Перссон и группа A Camp выпустили второй альбом. Ларс Олоф-Йоханссон и Бенгт Ланерберг стали участниками группы Brothers Of End, которая на данный момент выпустила два альбома: The End и Mount Inside.
В 2012 году группа The Cardigans объединилась, чтобы отправиться в тур по Европе и Азии, посвящённый их альбому Gran Turismo 1999 года выпуска. Гитарист группы Петер Свенссон не присоединился к туру по семейным обстоятельствам, место Петера Свенссона занял шведский музыкант Оскар Хумблебо, известный под псевдонимом Motoboy. В конечном счёте группа вернулась с концертами в Лунде и Копенгагене, а затем выступила в Польше, Финляндии, России, Индонезии, Тайване и Японии, а запланированный концерт в Израиле был отменён промоутером.
Гастроли возобновились в конце 2013 года с концертами в Японии, Китае и России, а затем в 2015 году последовали ещё несколько концертов в Южной Корее, Европе и Южной Америке. Единственное запланированное выступление группы на 2016 год состоялось 29 июля в Qstock (Оулу, Финляндия). В 2017 году они выступили в Стокгольме в Турку, Финляндия, и на фестивале Yammatovo 3 в Хорватии.
В июне 2018 года группа объявила о своём единственном живом концерте в этом году: четырёхдневном турне по Великобритании в декабре, посвящённом 20-летию Gran Turismo. В интервью, посвящённом продвижению тура, Перссон заявила:
Я почти уверена, что больше никаких новых синглов у Cardigans не будет. Но мы будем продолжать устраивать небольшие туры и шоу до тех пор, пока это весело и актуально для нас.
В мае 2023 года Нина Перссон подтвердила, что Питер Свенссон никогда не вернется в группу, и что в результате новых альбомов Cardigans не будет. Идея создания новой музыки без Свенссона тоже была отвергнута. Группа продолжает время от времени гастролировать.

### Список концертов в рамках тура Gran Turismo 2012
6 июня — Концертный зал Mejeriet (Лунд, Швеция)
8 июня — Парк развлечений Tivoli, Копенгаген (Дания)
15 июня — Фестиваль Hulfstred (Хультсфред, Швеция)
6 июля — Фестиваль Open’er (Гдыня, Польша)
7 июля — Фестиваль Ruisrock (Турку, Финляндия)
11 июля — Концертный зал Stadium-Live (Москва, Россия)
19 июля — Фестиваль Bukta Open Air (Тромсё, Норвегия)
14 августа — Концертный зал Jakarta Tennis indoor Senayan (Джакарта, Индонезия)
16 августа — Выставочный зал TWTC Nangang (Тайбэй, Тайвань)
18 августа — Фестиваль Summer Sonic, Maishima (Осака, Япония)
19 августа — Фестиваль Summer Sonic, QVC Marine Field (Токио, Япония)

## Участники
Нынешний состав
- Магнус Свенингссон  — бас-гитара
- Бенгт Лагерберг  — ударные
- Ларс-Улоф «Лассе» Юханссон  — клавишные и гитара
- Нина Перссон  — вокал

Текущие концертные участники
- Оскар Хумблебо — соло-гитара (2012 – настоящее время)

Бывшие участники
- Петер Свенссон  — соло-гитара

## Дискография

### Альбомы

#### Студийные альбомы
- Emmerdale (1994) SWE #29 (повторно издан в США в 1999)
- Life (1995) SWE #20 UK #51 (повторно издан в США в 1996)
- First Band on the Moon (1996) SWE #2 UK #18 US #35
- Gran Turismo (1998) SWE #1 UK #8 US #151
- Long Gone Before Daylight (2003) SWE #1 UK #47 (повторно издан в США в 2004)
- Super Extra Gravity — (2005) SWE #1 UK #78

#### Компиляции
- The Other Side of the Moon (1997) — B-side и редкие композиции, издано только в Японии и Австралии
- Best Of (2008)

### Синглы
| Год  | Сингл                                                    | UK           | SWE  |
| ---- | -------------------------------------------------------- | ------------ | ---- |
| 1994 | «Rise & Shine»                                           | # 29         | # -  |
| 1994 | «Black Letter Day»                                       | Не издавался | # -  |
| 1994 | «Sick & Tired»                                           | # 34         | # -  |
| 1995 | «Carnival»                                               | # 35         | # -  |
| 1995 | «Hey! Get Out Of My Way»                                 | # -          | # -  |
| 1996 | «Lovefool»                                               | # 2          | # 15 |
| 1996 | «Been It»                                                | # 56         | # -  |
| 1996 | «Your New Cuckoo»                                        | # 35         | # -  |
| 1998 | «My Favourite Game»                                      | # 14         | # 3  |
| 1999 | «Erase/Rewind»                                           | # 7          | # 12 |
| 1999 | «Hanging Around»                                         | # 17         | # -  |
| 1999 | «Junk Of The Hearts»                                     | # -          | # -  |
| 1999 | «Burning Down The House (Tom Jones Feat. The Cardigans)» | # 7          | # 2  |
| 2003 | «For What It’s Worth»                                    | # 31         | # 8  |
| 2003 | «You’re The Storm»                                       | # 71         | # 10 |
| 2003 | «Live And Learn»                                         | # -          | # -  |
| 2005 | «I Need Some Fine Wine And You, You Need To Be Nicer»    | # 59         | # 3  |
| 2006 | «Don’t Blame Your Daughter (Diamonds)»                   | # -          | # 49 |